# تيريزا ليفا
تيريزا ليفا (بالإسبانية: Teresa Leyva)‏ هي لاعبة شطرنج كولومبية، ولدت في 1965 في ترييستي في إيطاليا.

## وصلات خارجية
- تيريزا ليفا على موقع الاتحاد الدولي للشطرنج (الإنجليزية)
- تيريزا ليفا على موقع مباريات الشطرنج (الإنجليزية)
- تيريزا ليفا على موقع 365Chess.com (الإنجليزية)
- تيريزا ليفا على موقع Chesstempo.com (الإنجليزية)
- تيريزا ليفا سجل أولمبياد الشطرنج للسيدات على موقع OlimpBase.org (الإنجليزية)